# Antologia (periodico)
Antologia fu una rivista con periodicità mensile, pubblicata a Firenze dal 1821 al 1833, promossa da Giovan Pietro Vieusseux e da Gino Capponi, cui collaborarono molti intellettuali del tempo, animati da un proposito di rinnovamento in senso romantico della cultura italiana, nel solco dell'esperienza milanese del Conciliatore.

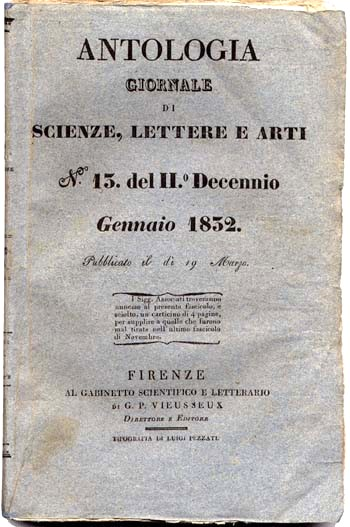
Copertina del numero di gennaio 1832

## Storia
L'indirizzo della rivista fu sempre nazionale, intendendo abbracciare i problemi generali della cultura italiana del periodo, che allora si dibatteva tra classicismo e romanticismo. Prima di dar vita alla rivista, Viesseux aveva istituito, con sede a palazzo Buondelmonti, un "gabinetto scientifico-letterario" (il celebre Gabinetto Vieusseux) che, oltre a far conoscere la stampa italiana e straniera, diventò un luogo di incontri e discussioni.
Furono collaboratori dell'Antologia quasi tutti gli intellettuali attivi fra il 1821 e il 1831, tra i quali Giuseppe Poerio, Gabriele Pepe, Pietro Colletta, Pietro Giordani, Niccolò Tommaseo, Giuseppe Montanelli, Francesco Domenico Guerrazzi, Carlo Cattaneo e Giuseppe Montani. Vieusseux fu il primo editore che compensò i propri collaboratori. Fino ad allora infatti, in Italia le collaborazioni non venivano retribuite.
Pur accogliendo le istanze più disparate, la rivista vantava un orientamento comune: una preoccupazione pedagogica, che si sviluppava in chiave antirivoluzionaria; una filosofia eclettica, che escludeva però le ideologie radicali dell'Illuminismo; un'idea di "letteratura impegnata" per fini utili. Sulla rivista le questioni letterarie ebbero un posto marginale, mentre ci si occupò sistematicamente di argomenti sociali (storia, diritto, ecc.) ed economici (economia, statistica, ecc.).
Sul numero di novembre-dicembre 1832 due articoli, uno dei quali conteneva critiche all'Austria, incontrarono i rigori della censura preventiva. L'uscita fu ritardata al gennaio 1833. Le autorità chiesero al direttore di rivelare i nomi degli autori dei due pezzi. Al rifiuto del direttore di uniformarsi alla decisione governativa, la rivista fu chiusa d'autorità da parte del granduca Leopoldo II di Toscana, su pressione dell'Austria.
L'Antologia fu per una decina di anni un elemento centrale della cultura italiana, superando di gran lunga, coi suoi oltre 500 abbonati, il numero di lettori delle riviste milanesi (fra cui lo stesso Conciliatore): la diffusione delle idee della rivista promosse la nascita di una borghesia liberale in Toscana e contribuì alla formazione del concetto di egemonia culturale.